# Notlager

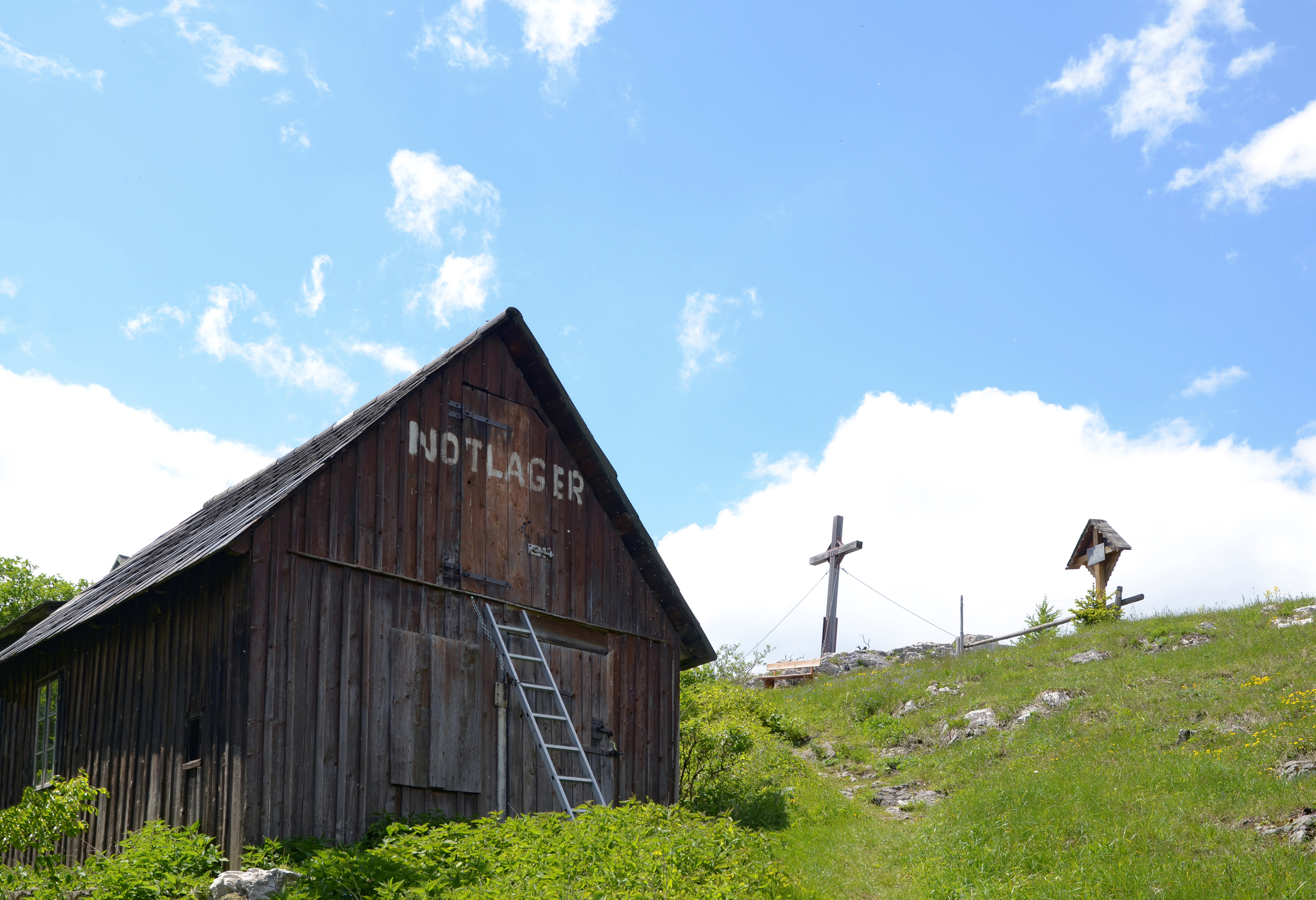
Notlager an der Dürren Wand in Niederösterreich

Ein Notlager ist ein provisorischer Ruheplatz, an dem Menschen in Notlagen wettergeschützt untergebracht werden können. Sie verfügen meist nur über die notwendigste Einrichtung und bieten über den Wetterschutz hinaus keinen Komfort. 
In abgelegenen alpinen Schutzhütten werden in der Regel Notlager für Wanderer angeboten, die aufgrund von Erschöpfung oder anderer widriger Umstände keine Alternative zum Übernachten haben und keinen Platz mehr in den vorhandenen Gästezimmern oder im Matratzenlager finden. Die Hüttenordnung des Deutschen Alpenvereins führt solche Notlager in einer eigenen Tarifklasse und legt ausdrücklich fest, dass sie erst dann vergeben werden dürfen, wenn sämtliche anderen Schlafplätze belegt sind.